# Gunung Betung
Gunung Betung är ett berg i Indonesien.   Det ligger i provinsen Aceh, i den västra delen av landet, 1 600 km nordväst om huvudstaden Jakarta. Toppen på Gunung Betung är 1 257 meter över havet.
Terrängen runt Gunung Betung är kuperad, och sluttar norrut.Runt Gunung Betung är det ganska tätbefolkat, med 239 invånare per kvadratkilometer. I omgivningarna runt Gunung Betung växer i huvudsak städsegrön lövskog.